# Hildegard Staehle
Hildegard Staehle (20 april 1894 - 16 december 1945) was een Duits verzetsstrijder en politica die zich vooral verdienstelijk maakte voor de rechten van het kind en de mindervaliden.
Hildegard Staehle was de echtgenote van kolonel Wilhelm Staehle, commandant van een tehuis voor oorlogsinvaliden in Berlijn. Hildegard werkte als verpleegkundige in het tehuis.
Hildegard Staehle en haar man kolonel Wilhelm Staehle namen tijdens de nationaalsocialistische jaren (1933-1945) actief deel aan het verzet (Widerstand). Zij hielpen Joden en andere vervolgden. Het echtpaar Staehle was ook actief binnen de Bekennende Kirche. Hildegard was daarnaast bode van het verzet en stond in contact met leidende verzetsstrijders als Carl Goerdeler en Wilhelm Canaris.
In juni 1944 werd Wilhelm Staehle door de Gestapo opgepakt en in april 1945 werd hij door een Sonderkommando van de SS geëxecuteerd. Hildegard werd in augustus 1944 opgepakt en in maart 1945 veroordeeld tot één jaar gevangenisstraf. Op 29 april 1945 werd zij bevrijd. In juni 1945 was zij medeoprichtster van de Christlich-Demokratische Union Deutschlands (Christelijk-Democratische Unie van Duitsland, CDU) in Groot-Berlijn. Zij gold als de naaste medewerker van de linkse christendemocraat Andreas Hermes en werd in het hoofdbestuur van de CDU gekozen. Later dat jaar werd zij lid van de gemeenteraad van Groot-Berlijn. Daarnaast was zij ook medeoprichter van de Antifascistische Vrouwencomités Groot-Berlijn (Antifaschistische Frauen-Ausschüsse Groß-Berlin) dat in oktober 1945 fuseerde met de Antifascistische Vrouwencomités in de Sovjet-bezettingszone in Duitsland (Zentrale Antifaschistische Frauen-Ausschüsse), maar wel een zelfstandige partijafdeling bleef. Later kwam de Democratische Vrouwenbond van Duitsland (Demokratischer Frauenbund Deutschlands, DFD). Samen met Elli Schmidt (KPD), Toni Wohlgemuth (SPD) en Helene Beer (LDP) was zij de eerste voorzitster van de Antifascistische Vrouwencomités in Groot-Berlijn. Als voorzitster zette zij een campagne op voor de rechten van het kind in het gezin en maakte zij een aanvang met de opvoedcursussen voor moeders.
Hildegard Staehle overleed eind 1945 na een auto-ongeluk op 51-jarige leeftijd.

## Verwijzingen
1. 1 2  Großes Engagement für alles vom Staat Verbotene[dode link]
2. ↑  SBZ-Handbuch, artikel door: Gerda Weber, blz. 691vv